# Cleora arenacea
Cleora arenacea är en fjärilsart som beskrevs av Butler 1879. Cleora arenacea ingår i släktet Cleora och familjen mätare. Inga underarter finns listade i Catalogue of Life.